# ポール・ケンツ
ポール・ケンツ（Paul Kuentz, 1930年5月4日 - ）は、フランス出身の指揮者。ポール・クエンツとも表記される。
ミュルーズの生まれ。1947年から1950年までパリ音楽院でノエル・ガロンとジョルジュ・ユゴンに音楽理論、ウジェーヌ・ビゴーに指揮法を学んだ。1951年には若手を集めて自分の名前を冠した室内管弦楽団を設立して指揮者としての活動を開始し、1968年にはカーネギー・ホールでアメリカ・デビューしている。ヨーロッパのレーベルに数多くのレコード録音があり、3度ディスク大賞に輝いている。1971年には自らの名前を冠した合唱団も組織した。レパートリーはJ.S.バッハやヘンデルなどのバロック時代の作品を得意とするが、ピエール＝マックス・デュボワ、ジャック・カステレード、ジャック・シャルパンティエなど同世代の作曲家の作品の紹介にも意欲を示した。
1956年にはヴァイオリニストのモニク・フラスカ＝コロンビエールと結婚している。